# كيفن فيليبس (ممثل)
كيفن فيليبس (بالإنجليزية: Kevin Phillips) هو ممثل أمريكي، ولد في 11 ديسمبر 1981 في الولايات المتحدة.

## وصلات خارجية
- كيفن فيليبس على موقع IMDb (الإنجليزية)
- كيفن فيليبس على موقع قاعدة بيانات الفيلم (الإنجليزية)